# Cydistomyia innubilus
Cydistomyia innubilus är en tvåvingeart som beskrevs av M. Josephine Mackerras och Spratt 2008. Cydistomyia innubilus ingår i släktet Cydistomyia och familjen bromsar. Inga underarter finns listade i Catalogue of Life.